# Herman Eriksson
Gustaf Herman Eriksson, född 20 oktober 1892 i Uppsala domkyrkoförsamling, Uppsala län, död 18 februari 1949 i Saltsjöbadens församling, Stockholms län, var en svensk ämbetsman, diplomat och politiker (socialdemokrat).

## Biografi
Efter studier vid Uppsala universitet blev han 1913 anställd som kanslist i riksdagens första kammare, samtidigt som han bedrev vidare studier i juridik vid Stockholms högskola. År 1919 tillträdde Eriksson en tjänst som arkivarie i Kammarkollegiet, och 1930 blev han förste kanslisekreterare vid Finansdepartementet. År 1936 tillträdde han posten som generaldirektör och chef för Kommerskollegium, där han kom att bli kvar till 1945.
År 1938 utsågs Eriksson till konsultativt statsråd (juristkonsult) i regeringen Hansson II. Vid andra världskrigets utbrott 1939 fick han i uppgift att organisera ett nytt departement för frågor kring folkhushållningen; han tillträdde därefter som Sveriges förste folkhushållningsminister i samlingsregeringen Hansson III. Denna post innehade han till 1941, då han övertog posten som handelsminister. 
Eriksson var i regeringssammanhang känd som en skicklig förhandlare. Han tog bland annat personlig del i de förhandlingar som ledde till det första handelsavtalet med Sovjetunionen 1940, och han deltog även i förhandlingar med de krigförande parterna i andra världskriget som ledde till överenskommelsen om den så kallade lejdtrafiken. 
År 1944 lämnade Eriksson på egen begäran regeringen för att överta posten som verkställande direktör i AB Vin- & Spritcentralen. Han lämnade detta uppdrag redan året därpå, för en tjänst som envoyé vid Sveriges ambassad i Washington, D.C.. År 1947 blev han ambassadör i USA, och samtidigt Sveriges representant hos Förenta nationerna. På grund av sjukdom utnämndes han av regeringen till den mindre krävande posten som ambassadör i Köpenhamn 1948. Han kom dock aldrig att hinna tillträda denna befattning.

### Familj
Eriksson var son till snickaren Erik Eriksson och Emma Kristina Quist. Han gifte sig 1918 med Lydia Viktoria Westlund (f. 1892).